# Sabine Johnová
Sabine Johnová (rozená Möbiusová, rozvedená Paetzová, * 16. října 1957 Döbeln) je bývalá východoněmecká sedmibojařka. V roce 1984 překonala světový rekord výkonem 6946 bodů a získala stříbrné medaile na mistrovství světa 1983 a na olympijských hrách 1988.